# Battaglia di Otavi
La battaglia di Otavi, venne combattuta il 1º luglio 1915 tra le truppe sudafricane e quelle tedesche. Si trattò dello scontro finale della Campagna dell'Africa Tedesca del Sud-Ovest nella prima guerra mondiale. La battaglia, combattuta tra i monti Otavi e Otavifontein, fu un'azione ritardatrice condotta dal maggiore tedesco Hermann Ritter. Le sue forze avrebbero dovuto prendere tempo, in modo da consentire al resto del contingente di rafforzare le posizioni. Tuttavia, le truppe di Louis Botha furono in grado di sbaragliare i soldati di Ritter, rompendo la linea tedesca e ponendo virtualmente fine alla campagna.

## Antefatto
Nella metà del 1915, l'avanzata sudafricana nell'Africa Tedesca del Sud-Ovest proseguiva con successo, e tutti i tentativi per un cessate il fuoco erano falliti. Piuttosto che cercare una battaglia decisiva, il comandante tedesco Victor Franke aveva deciso di salvaguardare il più possibile il suo esercito, in modo da poter far pesare la sua forza militare alla fine delle ostilità. Piuttosto che ricorrere a tattiche di guerriglia, decise di ritirarsi lungo la ferrovia e di costruire le difese intorno a Tsombe. Con l'armata sudafricana che diventava sempre più vicina, il comandante tedesco decise di affidare un contingente al maggiore Ritter, suo secondo al comando. Questi avrebbe dovuto resistere ad Otavifontien il più a lungo possibile, in modo da permettere alla forza principale di attestarsi saldamente a Tsombe e di rinforzarne le difese.
Botha iniziò l'avanzata il 18 giugno. Venuto a sapere grazie all'intercettazione delle comunicazioni delle intenzioni del nemico di ritirarsi lungo la ferrovia, decise di suddividere il suo contingente di 13 000 uomini in quattro colonne: due ai lati ed altrettante sotto il suo diretto comando che avrebbero inseguito i tedeschi lungo la strada ferrata. Con una rapida avanzata, i sudafricani iniziarono ad accerchiare le postazioni tedesche, con le colonne centrali di Botha che riuscirono a raggiungere Otavi il primo luglio. Questa azione sorprese i tedeschi, i quali si aspettavano che l'avanzata sudafricana sarebbe stata rallentata dalla mancanza di acqua e dal terrento accidentato. Quindi, non erano preparati a respingere un attacco. Le truppe di Botha erano composte da 3 500 cavalieri, alle quali si contrapponevano un migliaio di fanti con una decina di mitragliatrici. Nonostante l'inferiorità numerica, gli uomini di Ritter erano in una posizione più favorevole, visto che la zona era montagnosa. Nonostante questo vantaggio, il comandante tedesco temeva di essere circondato, e quindi disperse le sue forze su una linea di difesa più ampia.

## La battaglia
A causa dell'eccessiva lunghezza della linea di difesa, le estremità dello schieramento di Ritter non erano in grado di appoggiarsi. Questo, unito alla mancanza di un numero adeguato di soldati a difendere la linea, causò il cedimento del fianco sinistro. Temendo una rottura delle sue linee, Ritter decise di ritirarsi sulle colline dietro lo schieramento. Si trattava di una postazione piuttosto vantaggiosa, ma che non era stata preparata per la difesa. Questa lacuna, unita alla mancanza dell'artiglieria, avrebbe costretto i tedeschi ad una ritirata generale se messi sotto pressione dai sudafricani. Quindi, il primo luglio la battaglia si concluse, e Ritter abbandonò le posizioni lasciando in pratica a Botha la strada libera fino al contingente principale tedesco.

## Conseguenze
La rapida vittoria di Botha ebbe un prezzo bassissimo: appena 4 morti e 7 feriti. I tedeschi, rinunciando in pratica allo scontro, avevano avuto 3 morti, 8 feriti e 20 prigionieri. La forza di Ritter era quindi intatta. Anche se una resistenza di un paio di giorni sarebbe stata sufficiente, la ritirata anticipata di Ritter colse le forze di Franke assolutamente impreparate. Non potendo fuggire oltre la linea ferroviaria, e con una generale mancanza di volontà di continuare la lotta, Franke non aveva altra scelta che arrendersi. Il 9 luglio la guerra nella colonia dell'Africa tedesca del sud-ovest ebbe fine.